# Messerschmit-Bölkow repülőgépgyár
A Messerschmitt Repülőgépgyárat Willy Messerschmitt 1923-ban alapította a németországi Bambergben.

## Története
A Willy Messerschmitt által 1923-ban családja anyagi segítségével alapított repülőgép üzemben 1926-ban készült el az alapító által tervezett M18-nak elnevezett első, teljesen fém utasgép, majd 1934-ben a BF 108 Taifun nevű könnyű szerkezetű túragép, és Willy Messerschmitt a gépek tervezője még ugyanebben az évben kifejlesztette a Me 109-et, amely a második világháborúban a német légierő, a Luftwaffe standard vadászgépe volt.
Később, a Messerschmitt gyár 1943-ban építette meg az A. M. Lipisch által kifejlesztett M 163 nevű, 1000 km/óra sebességű rakétahajtású gépet, 1944-ben pedig szériában a Me 262 sugárhajtású vadászgépet. 
1945-ben, a háború után Németországban megszünt repülőgépgyártás, maga a cég azonban nem szűnt meg, de megtiltották számára, a repülőgépek gyártását. A
Messerschmitt Rt. így más piacot kellett találjon magának: az 1950-es évek közepétől személygépkocsikat, például a Messerschmitt KR200-ast gyártotta, W. W. Messerschmitt a gyár alapítója pedig Spanyolországban, az 1950-es évek közepén kezdett újra repülőgéptervezésbe: a spanyol légierő számára tervezett sugárhajtású  oktatógépet, a Hispano Aviación HA-200-ast. 1955-től pedig már újra Németországban építette repülőgépeit, mégpedig amerikai licenc alapján a nyugatnémet légierő számára építethetett katonai repülőgépeket, a F–104 Starfighter vadászokat. 
Később, 1968-ban aztán a korábban vadászgépeiről ismert repülőgépgyár alapító Willy Messerschmitt által vezetett üzem egyesült a kisrepülőket gyártó Ludwig Bölkow által alapított üzemmel, majd egy évvel későbbl hozzájuk társult még a Blohm & Voss hajógyártó repülőgépgyártó üzletága is, a Hamburger Flugzeugbau, amely többek között a BV 138-ast is készítette. Az üzem ezután Messerschmitt-Bölkow-Blohm GmbH néven szerepelt. Az új vállalat rövidített neve MBB, teljes neve Messerschmitt-Bölkow-Blohm lett, mely egyuttal az NSZK legnagyobb repülőgépgyártó vállalata lett. 
Az ehhez hasonló egyesülést nem tekintették egyedinek akkoriban, hasonló folyamat játszódott le az Egyesült Királyságban is: a Wasp helikoptert is gyártó Westland Helicopters is hasonló egyesülésekből: a Bristol, a Fairey, a Saunders-Roe és a Westland repülőgépgyárakból jött létre.
Az MBB megalakulását megelőzően már megindult a hasonló német gép tervezése is és az egyesülés előtt egy évvel megtörtént a prototípus első próbafelszállása is: a helikopter neve Bo 105 lett.
1989-ben az MBB-t a DASA vette át, meiy később "EADS Germany" néven utasszállítók gyártásával foglalkozott.

## Érdekességek
- Az 1934-ben a Messerschmit-Bölkow repülőgépgyár alapítója, Willy Messerschmitt által tervezett és még fellelhető utolsó, működőképes Messerschmitt 109-es vadászgép, amely részt vett a második világháború légicsatáiban is, és az egykori Luftwaffe egyik ásza is volt, egy angliai légibemutatón 1997. október 12-én semmisült meg, ekkor csapódott a földhöz.